# Frank Francisco
Franklin Thomas Francisco (Santo Domingo, 11 settembre 1979) è un ex giocatore di baseball dominicano, ritiratosi nel 2014.

## Minor League
Francisco firmò come free agent amatoriale il 15 dicembre 1996 con i Boston Red Sox. Iniziò nella Gulf Coast League rookie con i Gulf Coast Red Sox nel 1999, chiuse con 2 vittoria vittorie e 4 sconfitte, 4.56 di media PGL (ERA) in 12 partite di cui 7 da partente. Nel 2000 giocò una sola partita con i Gulf Coast Red Sox chiudendo con 18.00 di ERA.
Nel 2001 nella South Atlantic League singolo A con gli Augusta Greenjackets, chiuse con 4 vittorie e 3 sconfitte, 2.91 di ERA e 2 save in 37 partite. Nel 2002 giocò prima nella Florida State League singolo A avanzato con i Saratoga Red Sox dove chiuse con una vittorie e 5 sconfitte e 2.55 di ERA in 16 partite di cui 10 da partente. Gioco nella Eastern League doppio A con i Trenton Thunder, chiuse con 2 vittorie e 2 sconfitte, 5.63 di ERA in 9 partite. Poi il 31 luglio 2002 venne ceduto ai White Sox insieme a Byeong Hak An in cambio del lanciatore Bob Howry. Giocò nella Carolina League singola A avanzato con i Winston-Salem Dash, chiuse con nessuna vittorie e 5 sconfitte, 2.55 di ERA in 6 partite tutte da partente.
Nel 2003 giocò ancora con i Dash chiudendo con 7 vittorie e 3 sconfitte, 3.56 di ERA in 16 partite tutte da partente con un incontro completo senza subire punti. Il 25 luglio 2003 venne ceduto insieme a Josh Rupe e a Anthony Webster ai Texas Rangers per avere Carl Everett. Giocò nella Texas League doppio A con i Frisco RoughRiders, chiuse con 2 vittorie e 3 sconfitte, 8.41 di ERA in 7 partite di cui 6 da partente. Nel 2004 giocò ancora con i RoughRiders, chiuse con una vittoria e 3 sconfitte, 2.55 di ERA in 15 partite.
Nel 2005 giocò con i RoughRiders in 4 partite chiuse con nessuna vittoria e una sconfitte, 8.10 di ERA. Passò nella Pacific Coast League triplo A con gli Oklahoma City Redhawks, chiuse con 3.00 di ERA e una salvezza su una opportunità in due partite. Nel 2006 giocò nella Northwest League singolo A stagione breve con i Spokane Indians, chiuse con 0.00 di ERA e nessuna salvezza su una opportunità in 4 partite di cui 3 da partente. Passò nella Texas League con i RoughRiders chiudendo con 0.00 di ERA in 13 partite.
Nel 2007 ritornò con i Redhawks chiudendo con una vittoria e nessuna sconfitta, 0.00 di ERA e 2 salvezze su 2 opportunità in 5 partite. Nel 2008 chiuse con 0.00 di ERA e 5 salvezze su 5 opportunità in 8 partite. Nel 2009 ritornò nei Frisco RoughRiders, chiudendo con 0.00 di ERA in due partite di cui una da partente.
Nel 2011 giocò nella Florida State League con i Dunedin Blue Jays, chiuse con una sconfitta, 10.80 di ERA in 5 partite. Nel 2012 passò nella Eastern League con i Binghamton Mets, chiuse con 3.86 di ERA, una salvezza su una opportunità in 5 partite.
Nel 2013 giocò nella Gulf Coast League rookie con i GCL Mets finendo con nessuna vittoria e 2 sconfitte, 1.80 di ERA in 5 partite di cui 4 da partente. Successivamente giocò nella Florida State League singolo A avanzato con i St. Lucie Mets finendo con 0.00 di ERA in 5 partite. Infine giocò con i Binghamton Mets finendo con 0.00 di ERA in due partite.

## Major League

### Texas Rangers (2004, 2006-2010)
Debuttò nella MLB il 14 maggio del 2004. Nel suo primo anno come rookie Francisco concluse la stagione con 5 vittorie e una sconfitta, una media PGL (ERA) di 3.33 e nessuna salvezza su 3 opportunità in 45 partite (51.1 inning), vincendo il premio di miglior esordiente dei Rangers. Purtroppo in quello stesso anno Francisco prese parte ad un brutto episodio anti-sportivo avvenuto il 13 settembre nella partita giocata contro gli Oakland Athletics. Durante un diverbio tra un suo compagno di squadra e un avversario, Francisco dopo esser uscito dalla panchina con in mano una sedia, la scaraventò sugli spalti ferendo per fortuna in maniera lieve una spettatrice alla testa.
Problemi al gomito, che resero necessario l'intervento di ricostruzione del legamento collaterale ulnare (detto "Tommy John", dal nome del lanciatore di MLB che per primo si sottopose a tale operazione) lo tennero lontano dalla MLB per due anni. Rientrò in squadra l'8 settembre 2006; concluse la stagione con una sconfitta e una ERA di 4.91 in sole 8 partite (7.1 inning).
Nel 2007 firmò per un contratto annuale per 382.000 dollari. Chiuse con una vittoria e una sconfitta, 4.55 di ERA in 59 partite (59.1 inning). Nel 2008 rifirmò un altro anno a 775.000 dollari, nella parte finale della stagione 2008 venne spostato nel ruolo di closer, il lanciatore di rilievo a cui è richiesto il compito di chiudere una partita dove la squadra è in vantaggio. Chiuse con 3 vittorie e 5 sconfitte, 3.13 di ERA e 5 salvezze su 11 opportunità in 58 partite (63.1 inning).
Nel 2009 firmò per un altro anno a 161.500 dollari, in questa stagione consolidò il suo nuovo ruolo di closer, con 25 salvezze su 29 opportunità, 2 vittorie e 3 sconfitte, una ERA di 3.83 in 51 partite (49.1 inning). Nel 2010 firmò un altro anno per 326.500 dollari. Le sue statistiche a fine stagione furono: 6 vittorie e 4 sconfitte, una ERA di 3.76 e 2 salvezze su 6 opportunità in 56 partite (52.2 inning).
Il 25 gennaio 2011 venne ceduto ai Toronto Blue Jays in cambio del ricevitore Mike Napoli.

### Toronto Blue Jays (2011)
Firmò un contratto di un anno per 4 milioni di dollari, dopo una breve parentesi sulla lista infortuni, debuttò il 20 aprile contro i New York Yankees, ma al primo lancio subì immediatamente un fuoricampo da Curtis Granderson.. Chiuse con una vittoria e 4 sconfitte, 3.55 di ERA e 17 salvezze in 21 opportunità in 54 partite (50.2 inning).
Il 30 ottobre divenne free agent.

### New York Mets (2012-2013)
Il 7 dicembre 2011 firmò un contratto di due anni per un totale di 12 milioni di dollari. Il 5 aprile fece il suo debutto con la nuova squadra. Il 13 maggio al Marlins Park contro i Miami Marlins fu espulso dopo un diverbio con l'arbitro a casa base. Terminò la stagione in anticipo a causa di un problema al muscolo obliquo esterno con una vittoria e 3 sconfitte, 5.53 di ERA e 23 salvezze su 26 opportunità in 48 partite (42.1 inning). Venne operato al gomito destro il 18 dicembre, ma dopo solo 2 giorni di allenamenti, il 12 febbraio 2013 dovette smettere a causa di una infiammazione del gomito operato. Il 22 marzo venne inserito nella lista degli infortunati dei (15 giorni). Il 17 aprile venne assegnato ai St. Lucie Mets per la riabilitazione, mentre il 30 maggio venne spostato nella lista infortunati dei (60 giorni) dopo esser stato tolto dai St. Lucie Mets. A seguito di un secondo periodo riabilitativo il 9 luglio venne assegnato ai GCL Mets. Il 30 agosto venne spostato nei Binghamton Mets. Il 7 settembre venne finalmente promosso in prima squadra. Chiuse la stagione con una vittoria e nessuna sconfitta, 4.26 di ERA e una salvezza su una opportunità in 8 partite (6.1 inning).

## Vittorie e premi
- Rangers rookie dell'anno (2004).

## Numeri di maglia indossati
- nº 50 con i Texas Rangers (2004-2010)
- nº 50 con i Toronto Blue Jays (2011)
- nº 57 con i New York Mets (2012-2013).